# ローマ軍団

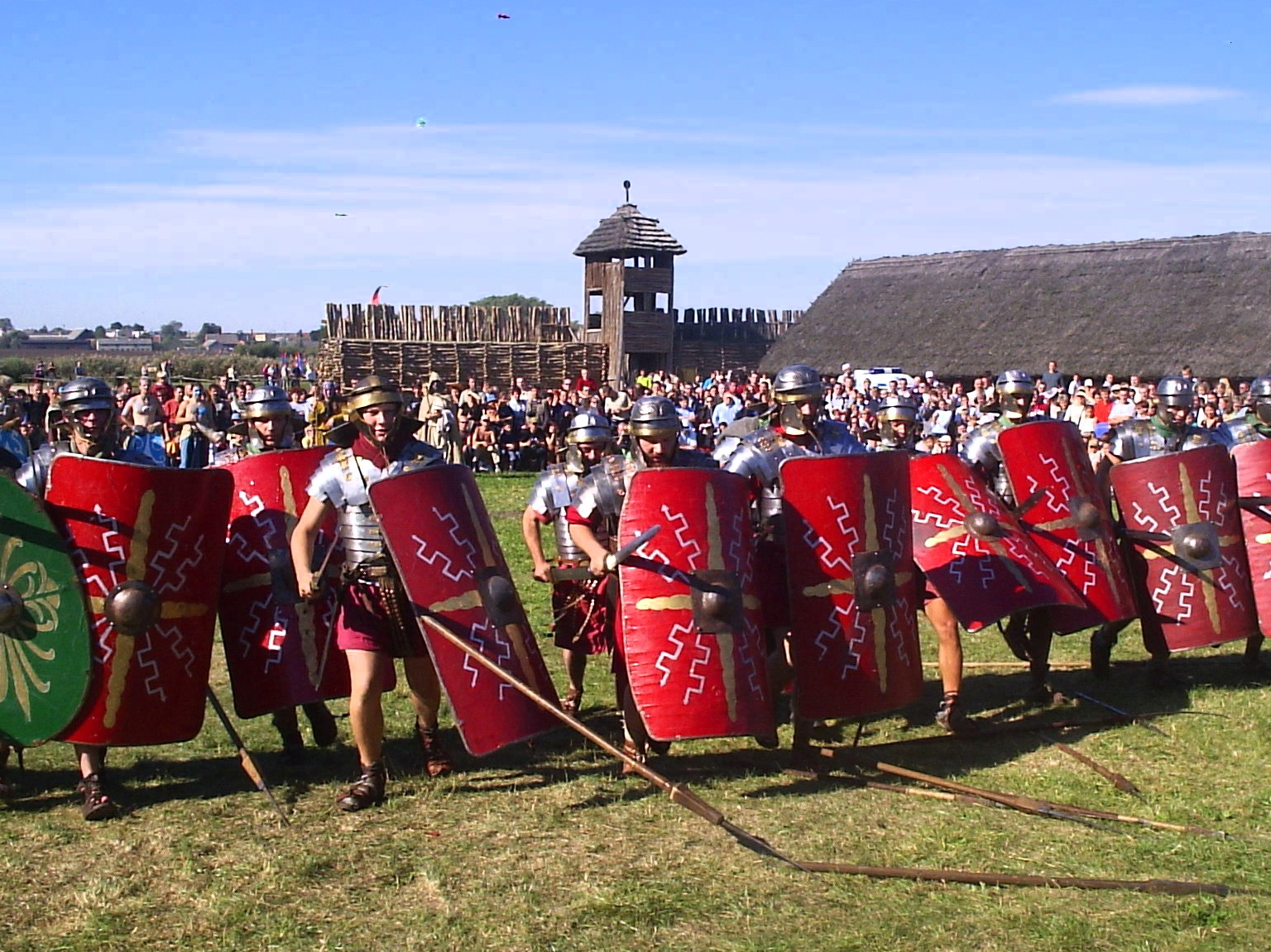
第14軍団ゲミナ（2004年のポーランドにおける再現イベント）

ローマ軍団（ローマぐんだん、古典ラテン語：legio、レギオー）は、古代ローマにおける軍隊（excercitus）のうち陸軍の基本的な編成単位のことである。軍団はローマ市民権を有する者だけで構成されていた。
1個軍団は、時代によっても異なるが、帝政ローマ時代では1個軍団は10個コホルス（大隊）から構成され、騎兵200強を含めたおよそ5,000から6,000人の軍団兵がいた。古代ローマ史上を通じて名前や番号をもった約50個の軍団が創設されたが、それらの多くが長い歴史の間で全滅・解散されており必ずしも存続しえたわけではなかった。

## 歴史

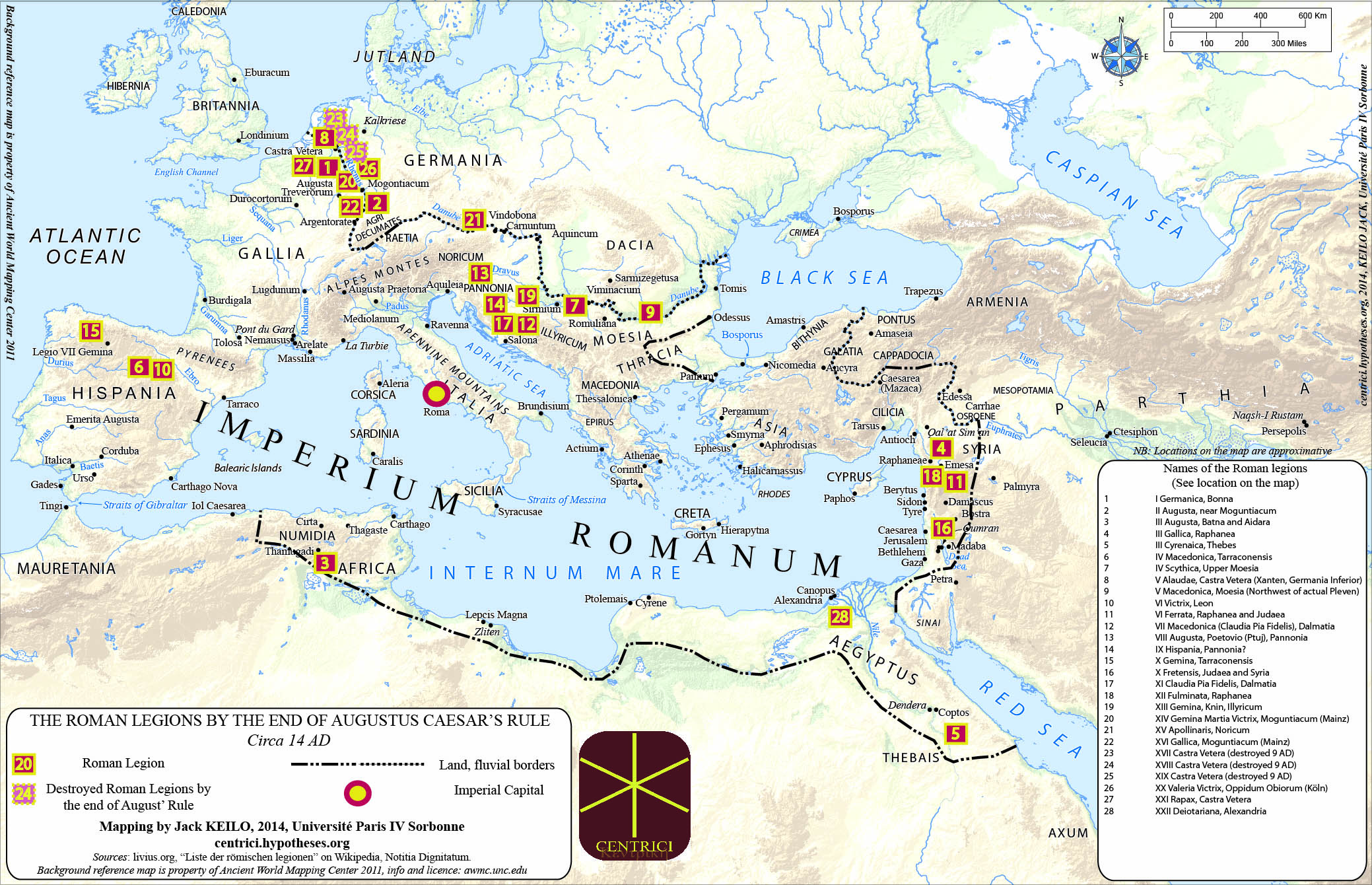
ローマの軍団、地図 14年 。参照: http://f.hypotheses.org/wp-content/blogs.dir/1447/files/2014/05/Roman-legions-14-AD-Centrici-site-Keilo-Jack.jpg

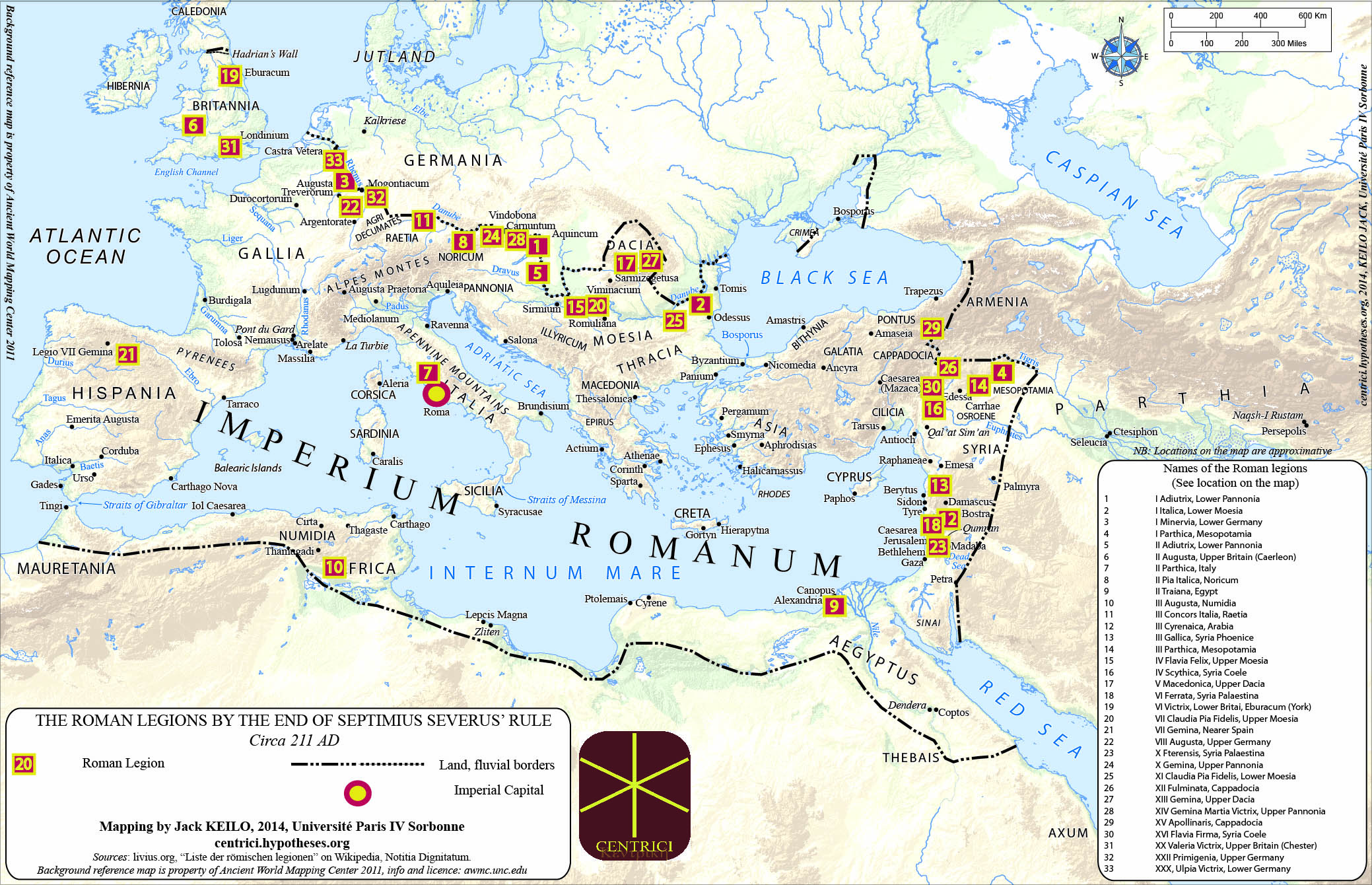
ローマの軍団、地図 212年 。

### 王政期
元来、ローマが王政であった頃の「レギオー」という言葉は、後の帝政のものとは全く異なり、召集されたローマ市民により構成される、重装歩兵、騎兵も含めたローマ軍全体を指していた。伝説によれば建国の祖ロムルスはケレレスと呼ばれる一種の親衛隊を有していたとされるが、その実在を証明する手だては今のところない。この頃の戦法は古代ギリシア伝来の重装歩兵戦術であった。また自軍の兵力の把握のためにローマ王セルウィウス・トゥッリウスがケンスス（国勢調査）を行っている。のちに軍制改革が行われ、兵士を所有財産に応じて5つの階級に区分（当時、兵士各自の武具は自前で購入するのが原則だったので兵装の均一化のために所有財産で区分けすることは有効であった）、区分けされた階級はさらに100人の集団に区分けされケントゥリア（百人隊）と名づけられた。

### 共和政初期、中期
王制から共和制に変わると、従来の単一であった軍団が、王に代わる司令官として執政官の登場により2つに分割され、2人いた執政官がそれぞれ1つの軍団の指揮権を有する体制に変革されたと考えられている。しかしながら、共和政初期における戦争の目的はほとんどが略奪、もしくは防衛であったため、戦いにおいて軍団の総力を結集させることが可能であったかどうかは定かではない。
ローマが軍事行動を計画し戦争がより頻繁になり、また1人の執政官の指揮する軍団が2個に増やされるようになると戦争がラテン戦争、サムニウム戦争などのように多方面で展開されるようになった。これに対応して紀元前4世紀、ローマ軍団の編成も改革されるようになる。
まず司令官である執政官自体が1年の任期ごとに交代する状況に対応して、指揮系統の混乱を避けるためにも陣営の設営などをマニュアル化する必要もあったため、紀元前331年からトリブヌス（Tribunus、師団指揮官）の制度が導入された。歩兵戦術としてはサムニウム戦争での経験から、従来のファランクス（方陣）を中心とする大集団の一斉突撃方式から、マニプルス（歩兵中隊）を中心とする小集団へと独自行動が可能な単位が変わった。これにより軍団は敵に対して柔軟に動くことが可能となり、戦術的に重要な革新を遂げることができた。またローマが戦争する際には必ず、アラエ（Alae）と呼ばれる同盟国の軍隊（多くの場合、不足気味の騎兵の割合が多い）に参加させ、兵力を増強するとともに同盟の結束を再確認した。
加えて兵士の編成方法も変わり、今までの財産による区分けから年齢による区分けへと変更された。騎兵など富裕階級が務める部隊は別として、歩兵部隊の最低限の兵装は国からの支給となった。また兵役期間中に仕事から離れる事に対しての損失補填として、給与も支払われる事になった。しかしながら兵役は所有財産（具体的には農地）を持つローマ市民権を持つ「市民」の義務と考えられ、財産（農地）を持たない無産階級（プロレタリ）は兵役を免除されていた。

### マリウスの軍制改革
第2次ポエニ戦争以降、度重なるイタリア半島外への外征や属州の拡大により戦争が長期化し、それゆえ長期にわたって離農を強いられた兵士の貧窮化が進んだ（損失補填としての給与はあくまで最低限の生活費のため、とても足りなかった）。特に軍団の中核を担っていた中小自作農の没落によって、ローマ軍団への参加権のある市民の極端な減少が起こった。さらにそれを解決するために募集制限を下げたことで低所得層が増加し、それまでに比べ軍団の質が著しく低下し、また徴兵された自作農は財産を失い無産階級へと転落する例も増えた。一方で、外征によって獲得した土地は実質的に貴族の物となり、大土地所有者が増加し、貧富の差の拡大を招いた。元老院の一部やグラックス兄弟は、これを農地法などの農民救済策で打開しようとしたが、大土地所有者が多かった元老院では反対が多く、問題解決には至らなかった。
この現状を打開するために紀元前2世紀になると平民出身で叩き上げの軍人であるガイウス・マリウスが軍制改革に着手した。マリウスはインペリウムを持つ司令官（執政官、法務官など）が指揮できる軍団の数の制限を撤廃、また従来の徴兵制を廃し志願制とした。従来は兵役義務の無かった無産階級が給与を目当てに多数志願する事になり、自作農は兵役から解放され農業に専念でき、双方を救済することができた。
なお、軍務はローマにおける政界での出世コースの第一歩でもある事から、軍制改革以前から貴族階級や騎士階級の志願兵自体は下士官クラス以上には多く見受けられ、これは改革以降も同様である。一方で共和政期の百人隊長の墓碑の中にも、無産市民を暗示する描写がされているものも見受けられる。
元老院は、軍団が持つ強大な軍事力、政治力は十分に認識していたため、イタリア本土に留まること、またルビコン川を越えてイタリアに進入することを完全に禁止する法律が制定されるほどであった。しかし軍制改革により、軍事的な才能には恵まれてはいるものの政治的能力に長けているとはいえなかったマリウスが、投票権を持つ市民でもある兵士から圧倒的支持を受け政治的に台頭するようになり、この軍団の私兵化はより政治的技能のある人物へと受け継がれていく。そして後のスッラ、ポンペイウス、カエサルのように配下の軍団を従えた有力者たちの権力闘争、そしてカエサル暗殺後のオクタウィアヌスとアントニウスの内乱へと発展していった。

### 帝政初期
「アウグストゥス」として実質上の皇帝となったオクタウィアヌスは、すべての軍団を属州配備とした。そしてイタリア半島内に駐屯できる軍団として親衛隊を創設、自らの直属とした。この時代の1個軍団の定員は5000人程度で、これにアウクシリアと呼ばれる非ローマ市民からなる補助兵力が加えられた。そして時代が下るにつれて定員は増員され、最大で1万5千人の軍団も出現するようになった。
軍団の持つ潜在的な政治力はその後のローマの歴史において、属州に配備された軍隊は政治的に重要な役割も演じることも可能にした。すなわち彼らの行動如何によっては、野心ある者を帝位に就かせることも排除することも可能であり、それぞれの軍団が支持する者同士が争うこともあった。例えば、69年「四皇帝の年」、ウィテリウスは属州上ゲルマニア、下ゲルマニアの軍団の支持を得て皇帝となったが、度重なる失政で支持を失い、アフリカ属州、属州アエギュプトゥス（エジプト）、そしてウィテリウスを憎悪するダヌーブ（ドナウ川）流域に配備されていた軍団の支持を受けたウェスパシアヌスに敗れている。同様の事態が「五皇帝の年」にも現れた。

### 帝政後期
ディオクレティアヌスの軍制改革以降、ローマ軍は大幅に変革される。まず歩兵単位が1000人程度と規模が縮小され、文武の官職の分離が進められた。また帝国内を脅かす蛮族に対抗するため騎兵や、コミタテンセスと呼ばれる野戦機動軍が大きな役割を示すようになった
コンスタンティヌス1世の軍制改革ではプラエトリアニを解散させコミタテンセスに編成した。これによりプラエフェクトゥス・プラエトリオは軍事的機能を失い、文武官職の分離は完成した。
この時代の軍団の主要任務は、外部からの侵入から防衛・内乱の鎮圧（または参加）といったものが多く、上記のコミタテンセス以外にリミネタイ（辺境部隊）と呼ばれる部隊が国境警備などにあたっていた。
リミネタイについては所説あるが、一般的に言われる『正規軍が来るまで時間稼ぎを行う軽装兵』ではなく、地域に縛られずに展開するコミタテンセスと異なる固定配置の正規軍という位置づけであり、砦に駐屯しての警備以外にも野戦軍に合流して大規模戦闘を行うことも多かった。
逆にコミタテンセスは特定の駐屯地を持たず、駐留している都市の宿に停泊することが多く、騒乱への出動以外にリミネタイで対応しきれない脅威が出現した場合は各地の部隊が急行することで大規模な野戦軍を編成して迎撃することもあった。
騎兵が主体ではないので行軍速度に劇的な変化はないが、元首制においては特定の国境や地域に軍団単位で固定配置、大規模侵攻などの非常時には分遣隊を臨時編成または別の国境から軍団そのものが移動していたのに対し、野戦機動軍のみが移動すれば済むので管理や国境警備に負荷をかけることが少なくなっている。

### 東ローマ帝国
西ローマ皇帝がオドアケルによって廃位させられた後も「レギオー」の名前は東ローマ帝国で残った。しかし兵力の中心は騎兵であった。
7世紀以降相次いだイスラーム勢力やブルガリア帝国などの戦いで、東ローマの軍制は大きく変化し、古代のローマ軍団とは全く異なるものになった。中期には、地方はテマ制（軍管区制）の導入によって武装した自作農であるテマ兵、首都コンスタンティノポリスには皇帝直属の4つの軍団（スコライ、エクスクービテース、アリュトモス、ヒカナトス）から構成される中央軍（タグマ）と皇帝親衛隊が置かれるという体制に変わった。最盛期のバシレイオス2世時代には47のテマが置かれていた。
10世紀後半から11世紀前半、東ローマ帝国は多くの遠征を行って国土を回復するが、遠征の負担に耐えられなくなった自作農民が没落し、テマ兵の担い手がいなくなってしまったコムネノス朝の時期に軍制はまた変化し、軍事力は、傭兵や私兵を抱える軍事貴族が担うことになる。最終的に歩兵は傭兵が占めるようになり、1453年のコンスタンティノポリス陥落時には、ジェノヴァの傭兵隊が防衛の要になっていた。

## 組織

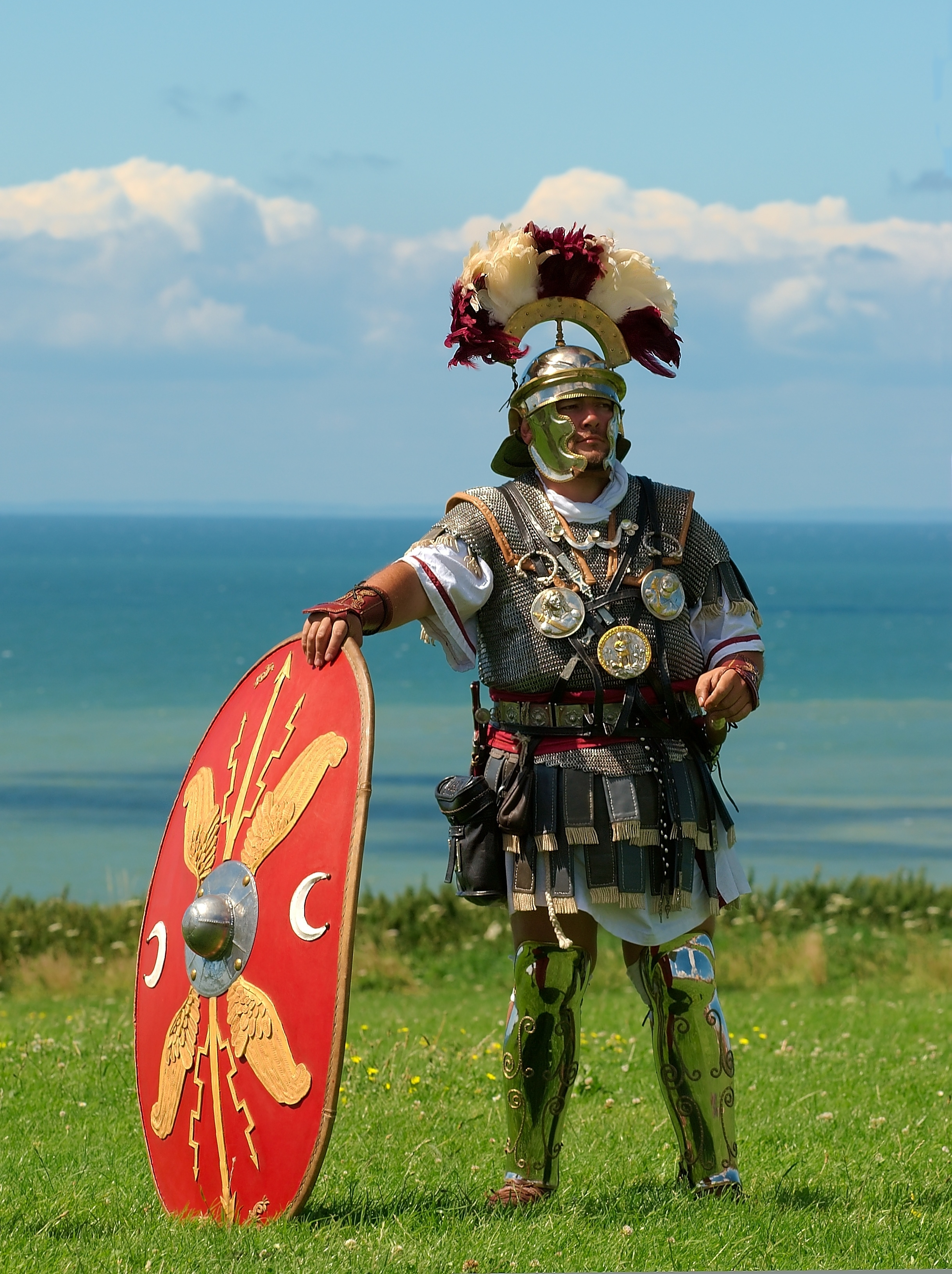
百人隊長「ケントゥリオン」（コスプレ）

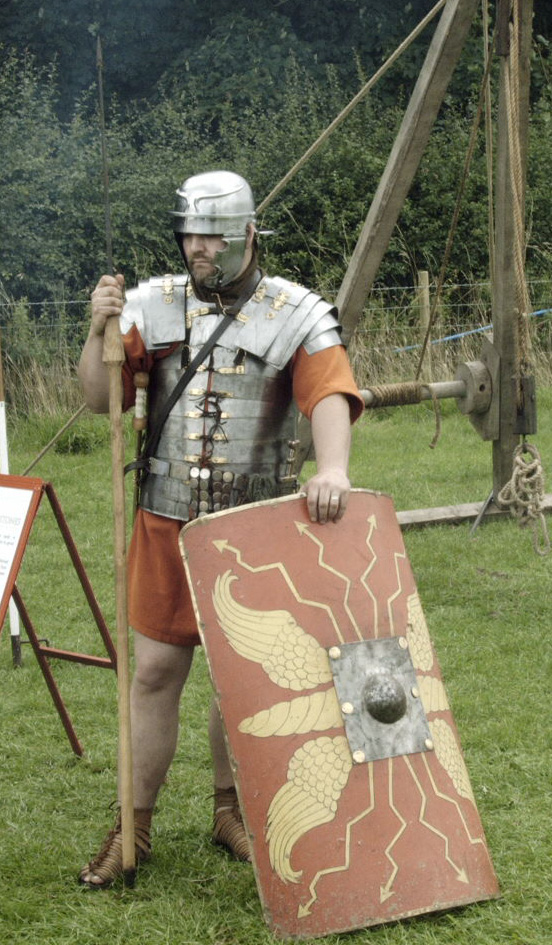
ロリカ・セグメンタタを身に着けたローマ軍団兵

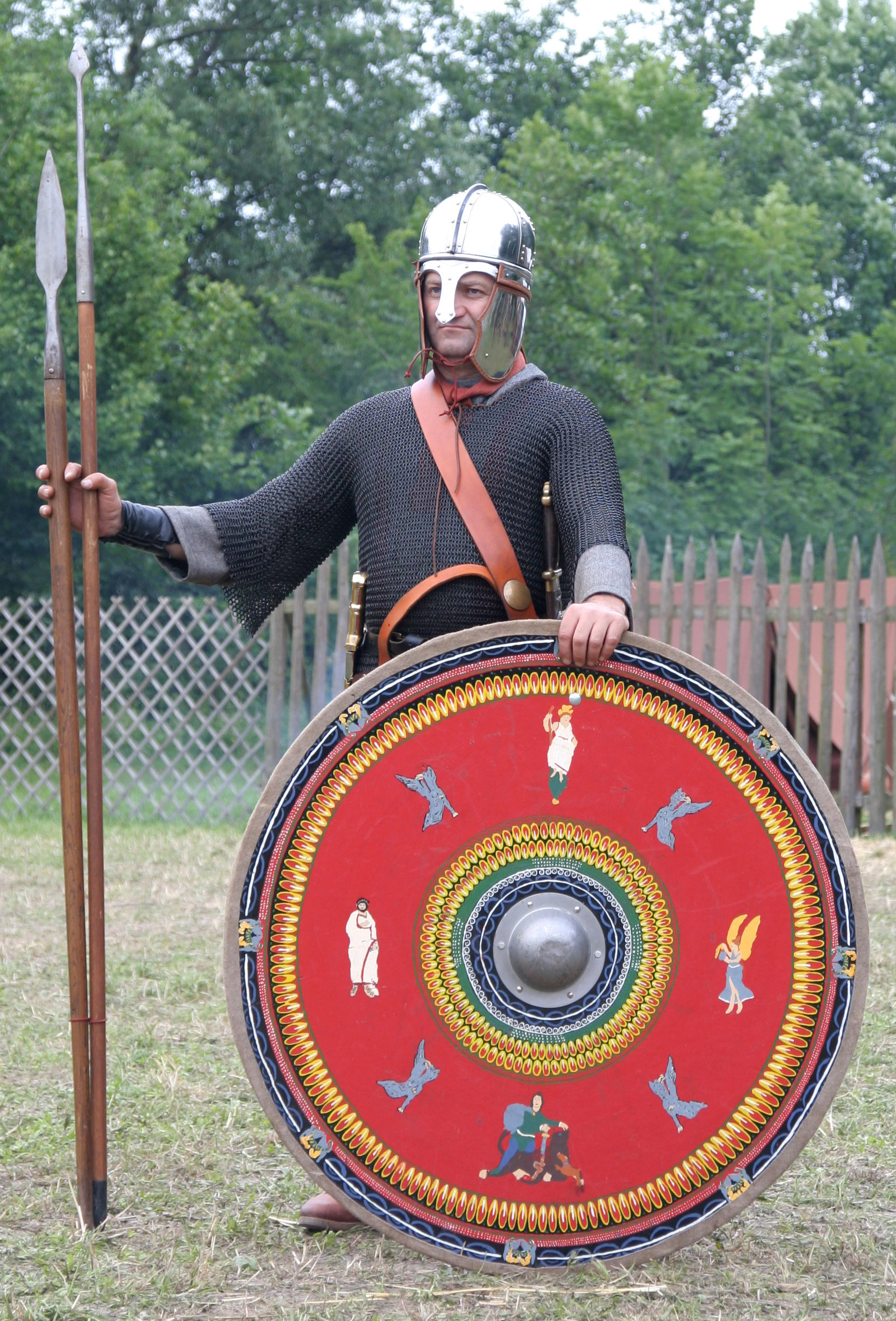
北方属州のローマ軍団兵（3世紀末）コスプレ

ローマ軍は将官たる司令官と兵隊たる軍団兵の2つの異なる組織で構成されていた。共和制期を通じて将官は民会の選挙によって選ばれた公職を務める者であり、ほとんどの場合、元老院議員であった。一方で百人隊長は部隊内の選挙で選ばれた。そのため、上級将校はもとより、百人隊長、特に第一歩兵隊に選ばれることは最大の名誉とされていた。
しかしながら古代ローマについての文献が、当のローマが滅んで長く、書籍の断片や遺跡の出土品などが多いため、その解釈もまた多くなってしまい、ほぼ当時のまま再現することは難しいといわざるを得ない状況である。

### 士官
レギオーはレガトゥス・レギオニスと呼ばれる軍団長によって指揮され、直属の部下には6人のトリブヌス・ミリトゥム（副官）が選任された。ほかにも、救護や工兵、技師、野営隊長、聖職者や軍楽隊などにおける将校の一団も存在した。

#### 上級
ドゥクス（dux）
主に属州総督や執政官、またはインペリウム所有者を指す。通常、2個以上の軍団の指揮権を有する。帝政後期には左記とは異なる公職として新設された。
レガトゥス・レギオニス
レギオーの指揮官。「軍団長」。単に「レガトゥス」と呼ばれることもある。主に元老院議員を3年以上勤めた30歳前後の人物で占められる。この官職は元老院か皇帝の任命によって決められた。任期は3、4年からさらに長期間に及んだ。通常は属州統治は行政面で属州総督、安全保障面でレガトゥスと業務を分けるが、場合によってはレガトゥスが軍事・行政両面に携わることもあった。
トリブヌス・ミリトゥム
レガトゥスを補佐する幕僚。1個軍団に6名配置された。その内5人は参謀将校の任務に就き、残る1人は元老院からのお目付け役であった。軍団の運営を統括し、大隊長級の指揮権を持っていたと思われる。
トリブヌス・ラティクラウィウス（tribunus laticlavius）
最高位のトリブヌス。主に元老院議員出身者が勤めた。若く経験に乏しい者が就任するので、実際の戦闘の指揮を執ることは稀ではあるが、レガトゥスが死亡するなどの非常時に指揮官としての役割を果たした。またこの職は社会的な栄達を求める駆け出しの元老院議員たちの登竜門でもあった。現在の士官候補生に近い存在。
トリブヌス・アングスティクラウィウス（tribunus angusticlavius)
各レギオーに5人存在する。指揮官と軍団兵の中間管理を行う公職。主にエクィテス階級の者が務めた。また2つのコホルスを率いる連隊長としてレギオーからの一部兵力を分遣する際の業務も担った。
プラエフェクトゥス・カストロルム（praefectus castrorum）
野営業務に携わる上級士官。「陣営隊長」。引退せず軍に残ったプリムス・ピルス（後述）のために用意された。レギオー内での階級では前述の「トリブヌス・ラティクラウィウス」、「トリブヌス・アングスティクラウィウス」より低いものの、戦闘時には事実上レギオーの副指揮官としての役割を担った。通常、ノンキャリアの軍団兵が成り得る最高位の階級。
プリムス・ピルス（primus pilus）
「筆頭百人隊長」ともいうべき存在。名誉とされる第1コホルス（大隊）を指揮する。数ある百人隊長の中でも最も高位な役職。この階級の者が退役する際にはエクィテス（騎士階級）となり、上流階級の一員として迎え入れられた。

#### 中級
ピルス・プリオル（pilus prior）
「上級中隊長」ともいうべき存在。各コホルスでも最古参の者をピルス・プリオルと呼んだ。各コホルスの指揮を任され、各配下の百人隊長に命令を下した。また前述のプリムス・ピルスはこの職種の筆頭を務める者である。
プリミ・オルディネス（primi ordines）
現代の中隊長に近い存在。百人隊長の中でも高位の存在でベテランの軍団兵が務めた。「プリムス・ピルス」、「ピルス・プリオル」に次ぐ高位の士官。
ケントゥリオ（centurio）
「百人隊長」の訳語で知られる。現代の小隊長に相当。ケントゥリアを指揮する。レギオーの要として戦術上非常に重要な役割を担った。また戦闘の指揮だけでなく、非戦闘時の軍団兵の軍隊生活の統括も行うなど業務範囲は広かった。各ケントゥリオにも序列があり、通常は経験を積むことによって格付けは上がっていったが、皇帝または上級士官によって取り立てられることもあった。
オプティオ（optio）
「副小隊長」ともいうべき存在。ケントゥリオを補佐した。「ハスティレー」と呼ばれる棒を持ち、隊列最後尾が乱れないように監督した。

#### 下級
テッセラリウス（tesserarius）
オプティオの補佐官。「連絡士官」とも訳され、主に上級士官と下士官の連絡を担当。
デクリオ（decurio）
「十人隊長」ともいうべき存在。8人の軍団兵から構成されるコントゥベルニウムを統括する。
ドゥプリカリウス（duplicarius）
軍団兵の2倍の給料を得たとされるが、詳細は不明。

### 軍団兵
共和政ローマにおいては、執政官の軍隊であった第一・第四軍団を除いて、他の軍団は必要に応じて召集されたり解散されたりするようになっており、非常に短期間しか存続しなかった。これは当時のローマ軍団は職業軍人ではなく、一般民が適時召集、編成する形態を採っていたためである。帝政時代に入ると、ローマの属州に対する深刻な外敵の脅威が到来するにつれて、レギオーの兵士は給料を支給される職業的軍人となり、それぞれが「アクィラ（軍団旗）」と誇らしい戦歴を持った完全な常備軍団となった。

## 編制

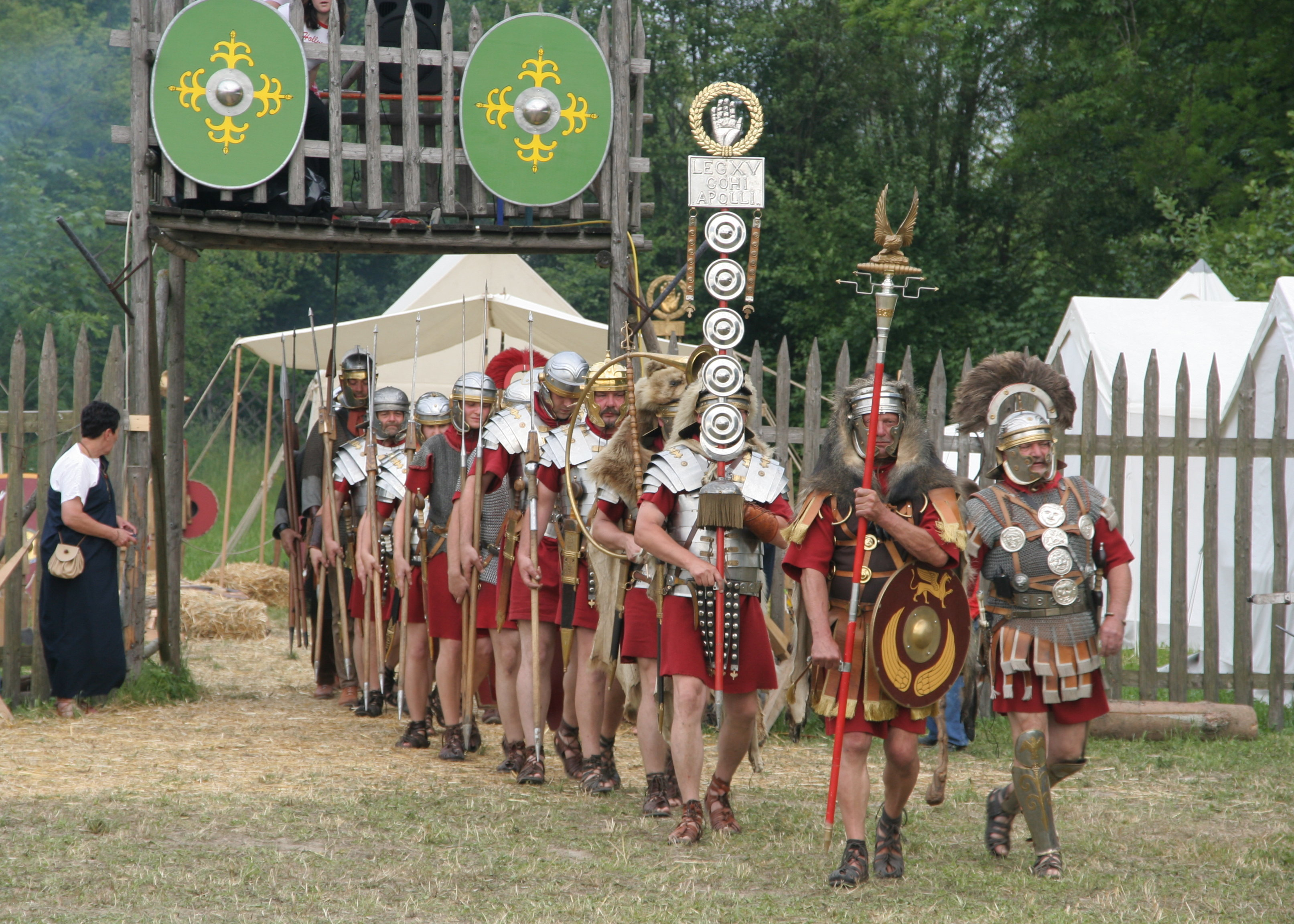
ローマ軍団の第15レギオー「アポロナリス」（コスプレ）

| 階級 | 国勢調査評価財産(財産)                      | 所有選挙権 | 装備 (自前品)                          |
| --- | ------------------------------------------- | ---------- | -------------------------------------- |
| パトリキ (当時の貴族制) |                                             |            |                                        |
| 元老院議員 | 400,000 sestertii (1,000,000 As）           |            |                                        |
| エクィテス** | 400,000 sestertii                           |            | 馬, ...                                |
| プレブス (平民) |                                             |            |                                        |
| First (トリアリイ) | 100,000 As (100 iugera)                     | 2          | 兜, 円形盾, 胴よろい、すね当て, 剣と槍 |
| Second (プリンキペス) | 75,000 As (75 iugera)                       | 1          | 兜, 円形盾, すね当て, 剣と槍           |
| Third (ハスタティ) | 50,000 As (50 iugera)                       | 1          | 兜, 方形盾, すね当て, 剣と槍           |
| Fourth (leves) | 25,000 As (25 iugera)                       | 1          | 方形盾, 剣か槍、投げ槍                 |
| Fifth | 11,000 As (11 iugera) 12,500 As (12 iugera) | 1          | 投石具 (accensi)、投げ槍(ウェリテス)   |
| プローレス (土地なし、無資産階級) |                                             |            |                                        |
| Proletarii | 11,000 As以下                               |            | 船（漕ぎ手）                           |
| * ケントゥリア民会 のシステム、 Servian constitutionの慣行である。Livy, Polybius, and Dionysius of Hallicarnasusを基に歴史家ティム・コーネルによってアレンジされた情報 同様の資料についてはen:Equites#Centuriate_Cornell_1995_380を参照の事 |                                             |            |                                        |
| ** エクィテスは平民である大商人や貴族など野心のある人々が利用可能なため、そういった人々に好まれた。 |                                             |            |                                        |
| 当時の価格として1デナリウスは10 Asが妥当。歴史家 Luuk de Ligt は、さまざまな要因で変動するが、だいたい 1 iugera の土地は 1,000 As か 100 denarii に相当するとしている。                                                                     |                                             |            |                                        |

### 王政～共和政前中期
共和政後期までの重装歩兵は、各人の戦歴,階級、装備に応じて4つの隊列のみに分けられた。
ウェリテス（Velites）最前列兵のことで、主に資金不足で重装備ができぬ者。偵察や前哨戦の担当。
ハスタティ（Hastati）第一戦列兵のことで、若年者・新兵が主。
プリンキペス（Principes）第二列で、戦闘に熟練した20代後半から30代前半の者。
トリアリイ（Triarii）最後列で、古参の兵士。彼らはよほどのことがない限り戦闘に投入されることはなかった。
王政時代は、さらに細かく分類され、5つほどの階級が連なっていたが、ポエニ戦争が始まるまでにはこの仕組みが採用されていた。
第一、第二、最後列はそれぞれ、ローマ軍の構成単位の1つである複数のマニプルス（Manipulus、中隊）からなっていた。中隊はそれぞれケントゥリオン（Centurion、百人隊長）に率いられた2つのケントゥリア（Centuria、百人隊）から構成された。ケントゥリアは名目上は100人の兵士から構成されるとされていたが、実際は100人よりも少なかった。これは特にトリアリイで顕著で、60人という部隊もあった。ケントゥリアはそれぞれ軍旗を持っており、10人からなる10個のコントゥベルニウム（Contubernium、分隊）から構成されていた。野営時の班としては、8人の兵士がテントと調理道具一式を共有していた。野営技術に長け、大規模な部隊の野営陣地が数十分間で設営、撤収が可能であった。
戦闘において、中隊は通常クィンクンクス（Quincunx）と呼ばれる格子状の隊形に整列した。プリンキペスはハスタティの左側に空いた空間を守り、同じようにトリアリイはプリンキペスの左側を守った。当初はローマ軍団は大集団としてそのまま用兵されていたが、サムニウム戦争を経て、軍団に用兵の柔軟性を持たせるために小さな集団であるマニプルスが重要視されるようになった。

### 共和政後期以降（マリウスの軍制改革以降）
共和政の後期に、戦術における基本的な部隊の単位としてマニプルスに替わりコホルト（Cohort、大隊）が用いられるようになった。マリウスの軍制改革により従来の市民兵的な性格から職業軍人の性格へと変貌しており、先の四隊列の区別はほとんど消滅しており、各司令官の裁量に任される事となった。大隊は6から8つのケントゥリアから構成され（第一コホルトのみ12と二倍のケントゥリア）読み書きのできる副官を補佐としたケントゥリオにより率いられていた。従来のマニプルスからこのケントゥリオが改革以降のローマ軍団の中核を成すようになる。またケントゥリオの筆頭はプリムス・ピルス（Primus Pilus、一番槍）と呼ばれる第一コホルトを率いる職業軍人であり、軍団長の顧問ともなった。
軍団は多くの野営随行者や使用人・奴隷を引き連れていたため、実際の戦闘員は4800人ほどであった。最大6000名にまで増やすことができたが、軍団の指揮官が反乱を起こすことを怖れて1000名ほどに減らされた時期も度々あった。内乱の一世紀、ポンペイウスが律儀に百人隊を定員通り（ポンペイウス派には元老院派議員がほとんどついているため）に補充していた中、カエサルの軍団だけがおよそ3500人を保有していた。これは歴戦で兵が目減りしていたことに加え、カエサルは隊の一体性・質を重視したので新兵を既存の百人隊に補充しなかったからである（代わりに新しい軍団として組織し、別方面の部下に任せた）。

## 兵種

エクィテス、ローマ騎士

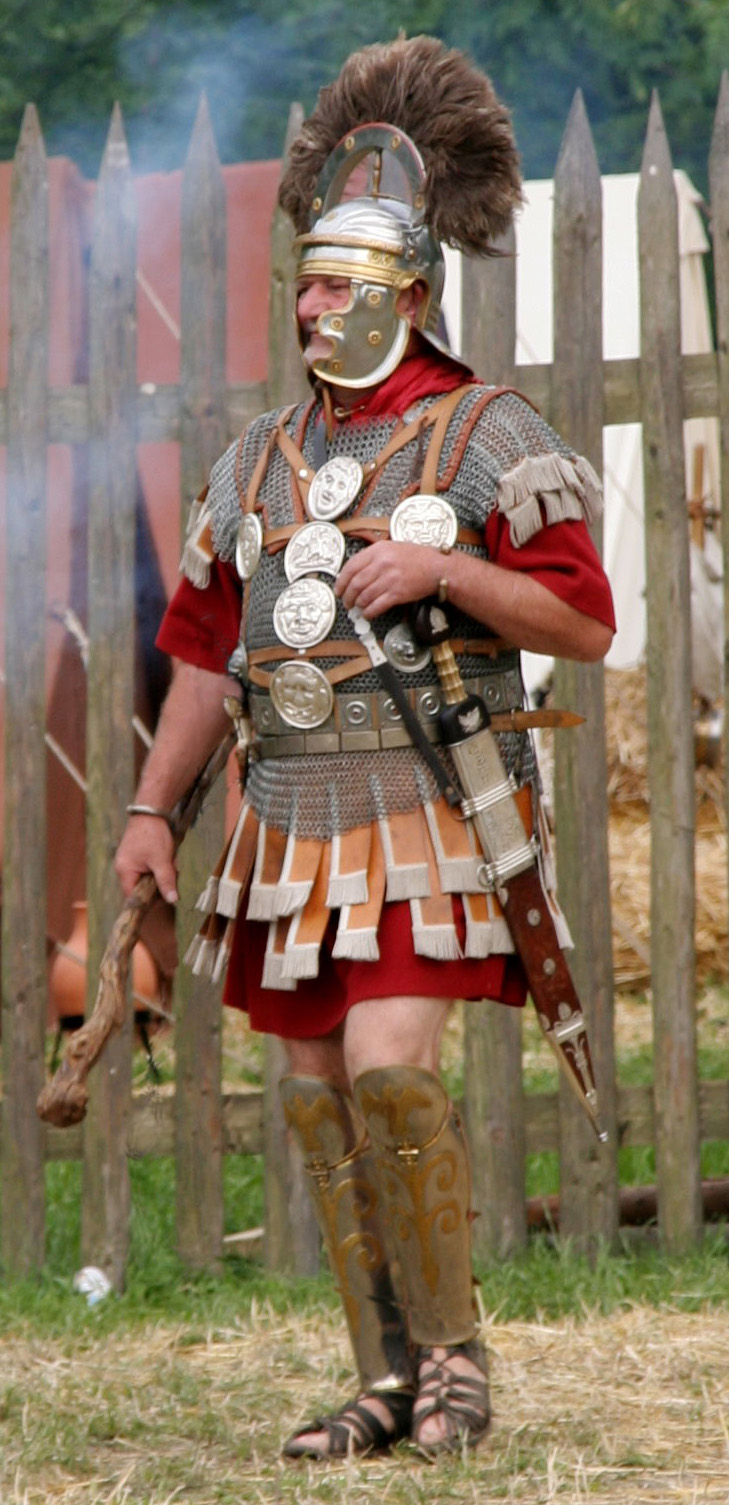
百人隊長 「ケントゥリオン」（コスプレ）

共和政の中期には、レギオーは以下のような兵種から構成されていた。前述のように、階級による区分は共和制下のマリウスとスッラによる軍制改革を境にその前後でその内実に違いがある。

### 共和政前期 - 中期
重装歩兵（ホプロマクス, Hoplomachs）
レギオーの中核。青銅の兜や盾、防具、ピルム（投槍）などの装備を購入することができる程度には経済的に余裕のある市民で構成されていた。スキピオ・アフリカヌスがヒスパニアから導入したグラディウス・ヒスパニエンシスという短剣を好んで使用した。古代ギリシアではホプリタイとも呼ばれていた。資産や年齢などからハスタティ･プリンキペス･トリアリイの三階級に分けられ、装備の優劣も違っていた。
重装騎兵（エクイテス、Equites）
ローマ騎士、騎士階級とも訳される。編成当初より最も信望の厚い部隊で富裕な資産階級によって構成されており、彼らは政治的な経歴を積むための足がかりとして名を挙げようとしていた。騎兵の装備は丸い盾、兜、鎧、剣と複数のジャベリン（投げ槍）などであったが、各人が自費で揃えていた。騎兵隊の総勢は3千人程でレギオーの多数を占めていたが、補佐要員を除くと乗馬者は約300人しかおらず、30の騎兵からなる10の部隊に分割されていた。これらの騎兵は十人隊長（デクリオン、羅: decurion）によって指揮された。まだ鐙はなかったものの当時の地中海世界には安定性の高い鞍が普及していた為、一般に言われる騎兵の扱い難さはそれほどではなかったとされる。
軽装騎兵・軽装歩兵
重装歩兵に加われるほど富裕ではない市民や、ハスタティやエクィテスに加わるには若い富裕な市民によって構成された。軽装歩兵は遠距離攻撃を役割として与えられることが多く、「弓兵」や「投石兵」も軽装歩兵に入る。ウェリテス（軽装歩兵）は戦闘において正式に決められた編成や役割を持っておらず、状況に応じて投入された。元首政（プリンキパトゥス）以降は、軽装歩兵は同盟軍が担い、ローマ軍は重装歩兵のみの編成になったと思われる。

### 共和政末期 - 帝政前期
ガイウス・マリウスの軍制改革によりレギオーは職業的な重装歩兵から形成されるようになる。一部の護衛部隊を除いて騎兵部隊はアウクシリア（補助軍）から構成されるようになり、エクイテスは資産家や叩き上げの軍人に与えられる爵位のようなものになった。また市民兵制から志願制に切り替えられた事で装備も統一され、以前のようなハスタティ･プリンキペス･トリアリイという区分は失われた。
重装歩兵
配備された地域によって若干の違いが有りつつも概ね兜、チェインメイル（ロリカ・ハマタ）、大盾（スクトゥム）、投槍･短剣などを装備していた。チェインメイルにはシャツ状のものとチョッキ状に編み込まれた物の二つがあり、百人隊長は前者に装飾品を付けたものを身に纏っていた。帝政期には幾つかの鉄板を重ね合わせて作られたプレートアーマー（ロリカ・セグメンタタ）を装備した部隊も登場したが、整備の難しさなどから全体には普及しなかった。城攻めなどの際に用いられる投石機（投石器ではない）やバリスタなどを製造したり、同様に河を超える為の橋や防衛用の陣地を作る技術兵･工兵としての役目も負っており、「ローマ軍はつるはしで勝つ」と評された。
軽装歩兵
補助軍に所属する属州民や同盟国兵士から構成される。明確な取り決めは無かったが兵種ごとに徴兵場所が決まっており、例えば弓兵部隊はメソポタミアなどの東方からの出身者が中心となった。装備は出身地や兵種によってバラバラで、装備の整った正規軍とは対照的であったという。
軽装騎兵
主に軍団直属の傭兵部隊と、属州民や同盟国兵士からなる補助軍部隊とに大別できる。共和政期同様に偵察や側面防御、会戦後の追撃戦などに用いられた。

### 帝政後期
帝国の力が弱くなり、周辺民族がローマ帝国を襲うようになった時代には、すでにかつてのローマ軍団はなく、ごく一部の精鋭を除いて士気が低い歩兵と、重装甲に身を固めたカタフラクトといった騎兵で構成されていた。
フン族のような遊牧民族はかつてのような決戦で戦うことは少なく、あくまで決戦に特化してきた共和時代のローマ軍団では戦うすべはなく、また質のよい兵士の供給が内政の変化から滞りはじめていた。
西ローマ滅亡前後から、かつてのようなローマ市民の兵士というのはほとんどいなく、金で雇われる蛮族などの傭兵が主体となっている。

## 武装

### 武器
主に槍・剣・短剣の3つがある。
槍には、ソルフェルルム（別名サウニオン）、ピルム、ハスタの3種類があり、いずれも投槍である。これらを投げて敵の楯に刺さると、曲がって抜けなくなる。そうなると敵兵はその重みで楯を支えられなくなる。
剣は、共和制中期まで斬撃中心の細身の剣だったが、イスパニア伝来の刃渡り70cmほどのグラディウスという片手剣が採用された。グラディウスの装備は鞘を紐で吊って肩からかける。剣は右腰に帯びるのが普通で、この方が大き目の盾に引っ掛からずに抜ける為、取り扱いが容易だったようである。これも時代が経るに連れて長剣スパタが採用されるようになる、
短剣は、プーギオーと呼ばれ、こちらは腰のベルトにつけられる。これは護身用より日用品の意味合いが強かったようである。

### 防具
軍団兵の鎧は、当初古代ギリシアの青銅製の胴鎧（トラークス）に倣った胴鎧（ロリカ）であったが、高価であったのでより安価なものが求められるようになった。その一つとして、エトルリア人が東方よりもたらしたもので、青銅の小金属板を繋ぎ合わせたロリカ・ラメルラ（小札鎧）が登場した。さらに、紀元前221年に撃破したガリア人からの戦利品「鎖鎧」を模倣し、量産された鎧としてロリカ・ハマタ（鎖帷子）がある。鎖帷子は後に中世ヨーロッパでも主要な防具として使用される。まだ装備が自前で賄う共和制時代は、個々の兵によってまちまちで、金属板一枚を胸に張っただけの鎧など、かなり簡素化されていたものもある。元老院中期には、装備の統一性を重視して国家支給が開始されたとする見方もある。
共和政の時代が終わり帝政の時代になると新たな鎧が開発された。鉄製の金属板を組み合わせたロリカ・セグメンタタ（板札鎧）と呼ばれるもので、第2代皇帝ティベリウスの時代に作られた。従来の鎖帷子に比べて防御性に優れており、機動面でも鎖帷子より軽い優秀なものであった。「古代ローマの兵隊」といわれたときに思い浮かべるのは、大抵はこのロリカ・セグメンタタをきた兵士であろう（鎧の項のローマ兵の画像参照）。しかし、セグメンタタは何枚もの金属板を複雑に組み立てる必要があり、部品の接続部分の腐食など、メンテナンス部分で問題が多発し、上記2つの鎧に比べ短期間しか使われなかった。時が経つにつれ、技術と経済の停滞から兵士の装備も簡素化され、重装歩兵も減少し、東ローマ帝国時代にはキルト製の防具を身につける歩兵も多かった。
楯は、楕円形をしており、その形状から「スクトゥム（楕円楯）」と呼ばれた。はじめは重装兵の機動力重視のため軽かったが、帝政期になると重量が重くなり、表面には鷲の羽を組み入れた意匠が施されるようになった。この他にも多数のバリエーションが存在するが、未だ詳細ははっきりしていない。
兜は、カッシスと呼ばれ青銅製であったが、帝国の領土が広がるにつれて、属州で直接生産されるようになった。本国に先立って紀元元年頃には鉄製の兜が生産されるようになった。

## 戦術

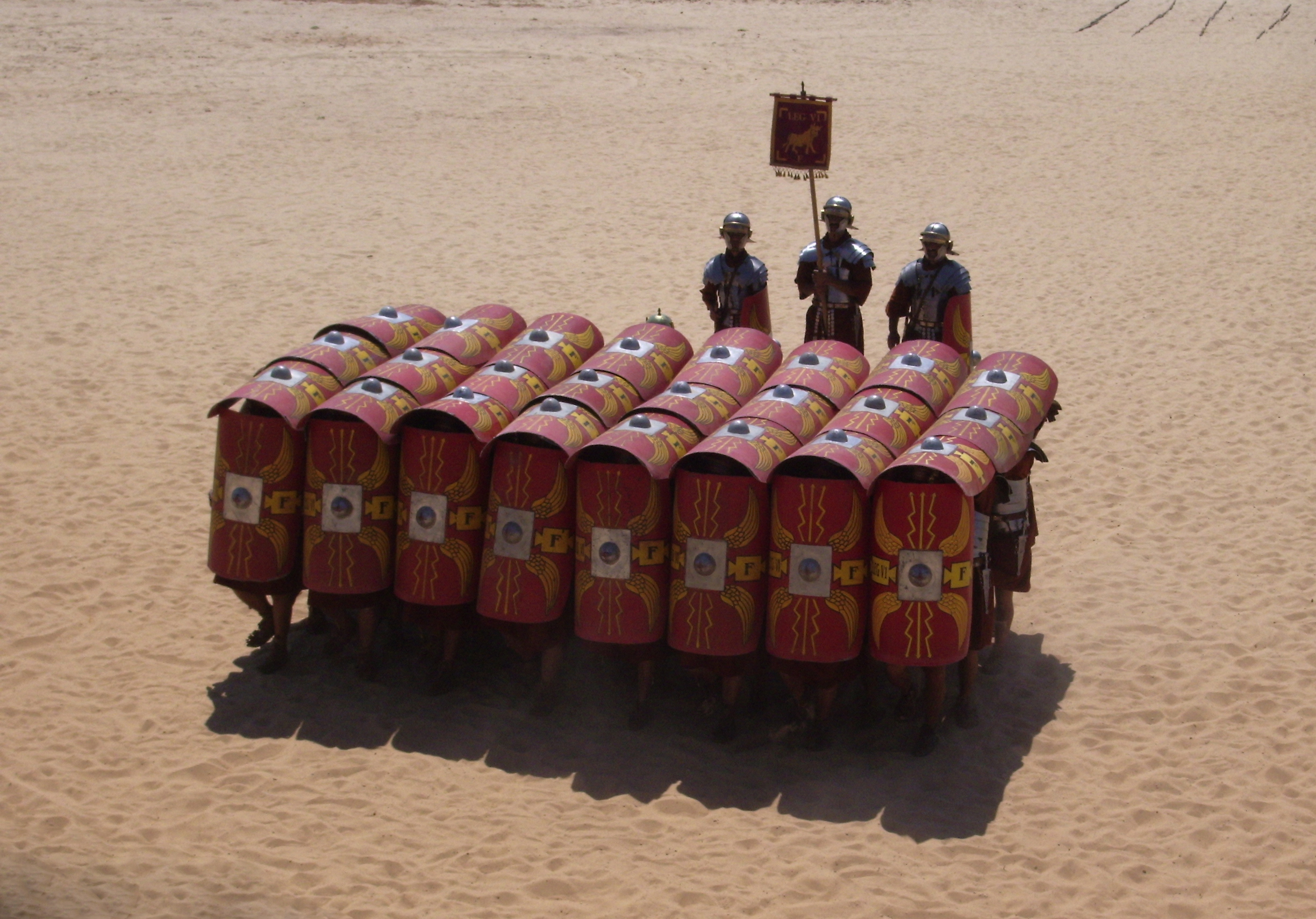
テストゥド

### 野戦
ローマの敵は、カルタゴ・パルティアなどの大国を除けば、ほとんどが規律や統制に欠ける武装集団（蛮族）だった。ローマ軍の整然と組まれた陣形とよく統率された攻撃は、彼らをたちどころに粉砕した。また、ローマ軍は市民により構成されていたため、傭兵中心の他国の軍にくらべて、士気の面でも有利であった。
この時代の戦闘では、敵味方入り乱れての乱戦はめったに起こらなかった。どちらかが相手に突撃し短時間の白兵戦が展開された後、距離を取って散兵戦を行うか、その場で踏みとどまりできるだけ敵を追い散らすことが目指されたからである。士気が崩れて敗走した方が負けであり、勝者側の死傷者は極端に少なく敗者は極端に多かった。この点で、共和政前中期までのローマ軍団は戦列を3列にし後方に老練な兵を配置することで優位に立てた。さらに、訓練を重ねることで、部隊を交代させつつ戦闘を継続することもできたため、他国よりも高い持久力を誇った。長期戦になれば、膨大な数のガリア軍でもローマ軍には勝てなかった。マリウスの軍制改革以降は、戦列を保つ事に重心を置く事によりやや柔軟性に欠けるマニプルスに代わり、個々の判断で動き戦場の変化に臨機応変に対応できるコホルトが登場したため、総司令官の指示なしでもすぐさま敵軍戦列の乱れや隙を衝くことができるようになった。
レギオーの欠点は、遠距離攻撃可能な兵種が不足していたことだった。そのため、開けた土地では、弓を装備する軽騎兵に翻弄されることがあり、カルラエの戦いのような敗北に繋がった。これに対しては、騎兵や弓兵などを傭兵として雇い入れる対策がなされたが、根本的な解決は困難であった。また、トリアリイ廃止以降は槍兵がいなくなったため、後に登場する重装騎兵などに対しては接近戦で圧倒され、そうした兵科を擁するゴート族などには、しばしば大敗を喫した。ローマ軍団は、歩兵同士の戦闘ではほとんど無敵であったが、遊牧民族の軽騎兵や、中世初期に出現する重装騎兵の攻撃には弱かったのである。（しかし、ローマ軍団が重騎兵を主体とした攻撃を撃退した例が皆無ではなく、ファルサルスの戦いでは騎兵の質や錬度などに疑念があるものの、東方貴族主体の重騎兵を歩兵と騎兵が協力して撃退し、遊牧系の弓騎兵に関しても、投石兵や軽騎兵を用いて追い払った事例もある。ゴート族やフン族らの攻撃に敗退したのは、軍団が時代に合わせて変容していたことに起因すると考える説もある。）
ケントゥリオン（前線指揮官）の死傷率が高いのも特徴だった。彼らは、先陣を切りまた殿を担っていた可能性が高い。ファルサルスの戦いを例にとると、カエサル軍の戦死者数は200人未満だったがその内ケントゥリオンが30人前後を占めた。なおこの戦いでカエサルが投入したのは8個軍団22,000人、ケントゥリオンの人数は欠員を生じていない場合最大480人である。
ローマ軍の騎兵は、敵が敗走した後の追撃の役割が重要視され、そうした局面で投入されることが多かった。マケドニア軍のヘタイロイなどに比べ少数であり攻撃性に欠けていたため、戦場で敵軍を突撃で崩すといった事績は少ない。

### 攻城戦・工兵
ローマ軍団兵は、優れた白兵戦闘員であると同時に優れた工兵でもあった。『ガリア戦記』には、カエサル軍の攻城兵器が瞬く間に作られていくのを目の当たりにしただけで降伏したガリア軍がいたとの記述がある。陣営地を速やかに築くだけではなく、攻囲戦にて堅牢な陣地、または恒久的な駐屯地を建設することも多く、堀や防御柵などを幾重にも設けた堅牢な包囲線を3週間で構築したアレシア包囲戦においてその実力の高さは遺憾なく示された。また、ヨーロッパの主要都市にはローマ軍団の駐屯地を起源とするものが多くある。進軍のために長大なローマ街道を建設し、その多くは現在のヨーロッパの主要道路の原型となった。
攻城兵器に関しては、帝政期にはケントゥリアそれぞれに軽量の射出機が配備（現代での迫撃砲と似た立場）され、必要に応じて動かされたようである。また、破城槌や攻城塔はその場で作り使用するが、のちにガリアの反乱時にはガリア軍も勝るとも劣らない兵器を模倣した。